# Alzira (opera)
Alzira – opera Giuseppe Verdiego w dwóch aktach z prologiem, wystawiona po raz pierwszy w Teatro San Carlo 12 sierpnia 1845 roku.